# Kenneth H. Cooper
Dr Kenneth H. Cooper, född 4 maj 1931 i Oklahoma City, USA, The Father of Aerobics.
Under sin 13-åriga militära karriär arbetade överste Ken Cooper som chef för Aerospace Medical Laboratory i San Antonio, där han tillsammans med NASA arbetade med att träna astronauter. Han utvecklade 12-minute fitness test (coopertest) och Aerobics Point System, vilka numera används världen över. 1968 lanserade han sin bok Aerobics och två år senare lämnade han US Air Force för att undersöka sambandet mellan hälsa och långt liv. Samma år grundade han The Cooper Aerobics Center.